# Радько Сергій Андрійович
Сергій Андрійович Радько — член спілки народних майстрів України, заслужений майстер народної творчості України, гончар-художник, бандурист з с. Межиріч.

## Біографія
Навчався в Республіканській художній середній школі ім. Т. Г. Шевченка у м. Києві та Львівській академії мистецтв.
Працював викладачем гончарства у канівському училищі культури та мистецтв.
Займається живописом, керамікою, скульптурою. Має багатий пленерний досвід в Україні, і за кордоном. Найбільше захоплення автора — робота з гончарним кругом.
Вдома є власна майстерня та гончарне горно, де він сповна проявляє свою фантазію.
«Глина, коло, піч для мене — це поклик долі», — каже Сергій Радько, художник-монументаліст за фахом і гончар за покликанням.
Митця вабило до гончарства ще з дитинства, бо виріс серед дніпровських круч, які, за словами Сергія Радька, ніщо інше, як суцільний глиняний «пиріг».
Автор провів близько десяти персональних виставок, які з успіхом проходили у Києві, Львові, Каневі, Полтаві, Черкасах.
Має у творчому доробку дуже багато витворів з кераміки — монументальні скульптури (заввишки 3-5 метрів) зберігаються нині у музеї гончарства. Їх назви досить цікаві: «Вони — це ми», «Створення світу», «Пасе Галя гуси», «Чорний, раз, два, три, чотири, п'ять, шостого нема. Та чорний же, раз, два, три, чотири, п'ять, шостого нема…» та ін.
Твори зберігаються в Національному музеї-заповіднику українського гончарства в Опішному, Національному центрі народної культури «Музей Івана Гончара» та інших музеях України й зарубіжжя, а також у приватних колекціях.
Художник каже, що в нього склався навіть певний ритм життя — влітку їздить на симпозіуми, а взимку — вдома, читає книжки і займається живописом, гончарством.
Нині живе та працює в с. Межиріч.